# Zătreni (gmina)
Zătreni – gmina w Rumunii, w okręgu Vâlcea. Obejmuje miejscowości Butanu, Ciortești, Dealu Glămeia, Dealu Văleni, Făurești, Mănicea, Mecea, Oltețu, Sășcioara, Stanomiru, Valea Văleni, Văleni, Zătrenii de Sus i Zătreni. W 2011 roku liczyła 2498 mieszkańców.